# Klelund Plantage
Klelund Plantage er en plantage og et skovgods beliggende mellem Holsted og Hovborg i Sydjylland. Området ejes af Sofie Kirk Kristiansen, datter af Kjeld Kirk Kristiansen og omfatter et areal på 1.648 hektar jord/skov.

## Historie
Det oprindelige hedeareal blev i 1875 ved Hedeselskabets direktør, Enrico Dalgas', mellemkomst solgt til grev Frederik Christian Moltke fra Bregentved gods. Grev Moltke tilplantede heden i trekanter adskilt af skovveje, der således mødtes i 5- og 7-stjerner – sandsynligvis inspireret af anlæg til brug for parforcejagt.
I 1919 blev området solgt til en af tidens gullaschbaroner, bankdirektør A.H. Wellendorf, som samme år lod opføre et lille jagtslot i colonial style tegnet af arkitekt Albert Oppenheim. Allerede 1925 blev Klelund overtaget af hofjægermester Jørgen Sehested fra det fynske Broholm gods. Sehested solgte imidlertid ud af både jagtslottets indbo og af Klelunds arealer og i 1937 solgtes hele ejendommen videre til greve Léon Nicolai Moltke-Huitfeldt, som til gengæld ofrede plantagen mere opmærksomhed. Han etablerede bl.a. en spånpladefabrik i Holsted med det formål at udnytte træ fra Klelund bedst muligt. Moltke-Huitfeldt etablerede også et dambrug med 40 damme.
Efter en tvangsauktion kom Klelund i 1971 på komtesse Edel Brockenhuus-Schacks hænder. Hun var hollandsk gift og bosiddende i Canada. Hun var ligeledes engageret i plantagedriften og havde bl.a. gode resultater med fosforgødskning fra luften, hvorfor hun fik anlagt en lille flyveplads.
I 1985 blev Klelund solgt til Pensionskassen for Sygeplejersker, senere PKA, som omdannede hovedbygningen til kursusejendom, men også videreførte den plantagemæssige drift af ejendommen.
PKA solgte i 2005 Klelund til Sofie Kirk Kiær Kristiansen og Christopher Kiær Thomsen. De nye ejere lod i 2009 jagtslottet rive ned og erstatte af en noget større bygning (2.000 m2) tegnet af Schmidt hammer lassen architects.
På Klelund findes i øvrigt en langdysse – Jyndovnen – og en runddysse samt flere gravhøje. I forbindelse med nedrivningen af hovedbygningen blev en gravhøj udgravet inden endelig sløjfning og der blev gjort et stort fund af ravperler, som nu kan beses på Museet på Sønderskov.
Den 26. februar 1944 styrtede et Handley Page Halifax bombefly ned i skoven og de 7 ombordværende omkom. Til minde om disse er der blevet rejst en mindesten ude ved vejen. I dag kan nedstyrtningsstedet kendes ved en lysning inde i skoven.
Besætningen ligger begravet i Fovrfeld Gravlund ved Esbjerg.

## Dyrehave
Siden 2008 har man ladet ca. 1.400 hektar af området fungere som en indhegnet dyrehave med offentlig adgang, hvilket Skov- og Naturstyrelsen har givet tilladelse til. Planerne om en indhegning mødte modstand fra bl.a. Danmarks Naturfredningsforening. På skilte forbydes det at fodre eller opsøge vildsvin i dyrehaven.
- Jyndovnen
- Runddyssen Tinghøj
- Mindestenen
- Udsigtstårn nær mindestenen
- Udsigt over hedearealerne nord for tårnet
- Låge i hegnet ud til Grindstedvej

## Ejerliste
- 1875-1919 Frederik Christian lensgreve Moltke
- 1919-1925 A.H. Wellendorf
- 1925-1937 Jørgen Sehested
- 1937-19?? Léon Nicolai greve Moltke-Huitfeldt
- 1971-1985 Edel komtesse Brockenhuus-Schack
- 1985-2005 Pensionskassen for Sygeplejersker, senere PKA
- 2005-20xx Sofie Kirk Kristiansen

## Ekstern henvisning
- Halifax V LK705 styrtede ned i Klelund Plantage
- Halifax V LK705 styrtede ned i Klelund Plantage
- Esbjerg – Fovrfeld Gravlund